# Замок Велау
Замок Велау (нем. Burg Wehlau) — замок Тевтонского ордена в 1256—1347. Располагался на территории нынешнего поселка Знаменск Гвардейского района Калининградской области.

## Деревоземляное укрепление
Крепость Велява (Ветало) основана надровами, скальвами и судавами, непосредственно после похода в Самбию в 1255 году, как ключевое укрепление против Тевтонского ордена. Первоначальное укрепление располагалось 2 км вниз по Преголе от места впадения в неё притока Алле, на ныне несуществующем острове близ правого берега. Блокировало путь из Натангии в Надровию. Прусский гарнизон вместе с командующим Тирско перешел в христианство после непродолжительной осады, сдав крепость комтуру Кёнигсберга Бурхарду фон Хорнхаузену. Прусское укрепление было расширено и превращено в пограничный орденский замок Вилов.
Во время Великого прусского восстания, в 1263—1264 годах осаждён войсками из Надровии и Судавии. В ходе осады применялась осадная техника, в частности, камнемёты. Обороной замка успешно руководил орденский брат-рыцарь Генрих фон Таупадель. Фон Таупадель в одной из схваток смертельно ранил предводителя пруссов, стрелами были частично перебиты воины, обслуживавшие осадные машины. После восьмидневной осады пруссы отступили, не взяв крепость.
Позднее, во время нападения судавов в 1280 или 1281 году Вилов был взят и разрушен.

## Каменный замок
В конце XIII веке было принято решение построить новый замок из камня. Поскольку изначально планировалось основание рядом с замком города, он был перенесен непосредственно к месту слияния Преголи с Лавой. Место для замка Велау было выбрано на восточном острове. Собственно замок располагался в его юго-восточной части, к северу находился форбург. Масштабное каменное строительство началось в первой половине XIV века. К северо-западу от замка начали селиться немецкие колонисты. Первое поселение было разрушено в 1323 литовцами. Кроме того были сожжены шесть деревень в районе Велау.
Верховный маршал ордена Генрих Дуземер приказал отстроить город заново на оставшейся части острова как можно скорее. 25 января 1336 локатору Готфриду Хундертмарку маршалом ордена Генрихом Дуземером от имени и по воле Великого магистра Дитриха фон Альтенбурга предоставлено право заселить городскую территорию. В 1339 Великий магистр Дитрих фон Альтенбург даровал поселению Кульмское городское право. Остров, на котором располагались замок и город, возвышался менее чем на один метр от уреза воды, а потому во время половодья часто затапливался.

## Отказ от восстановления замка
В 1347 во время вторжения литовцев под предводительством князя Кейстута город и замок были взяты и сожжены. Город вскоре восстановили, начав строительство крепостной стены вокруг него. В благодарность Богу за победу над литовцами Генрих Дуземер в 1349 приказал основать здесь францисканский монастырь. Строительство было завершено в 1351 году на основе разрушенного орденского замка. Лейтенантом Гизе в 1826 обнаружена часть фундамента замка в подвале монастырской пивоварни.
Технические параметры замка практически неизвестны. Сохранился лишь приблизительный план города и замка, сделанный в 1826 лейтенантом Гизе, изучавшим в 1826—1828 древние оборонительные укрепления по заданию Прусского генерального штаба. Месторасположение замка можно локализовать только по Клостерплатц. Сегодня это запущенная полуразрушенная часть поселка Знаменск.